# حوش القشاشي
حوش القشاشي هو أحد احواش المدينة المنورة القديمة، والتي ازيلت اثر توسعة الحرم النبوي الشريف، يجاور حوش خميس من الشمال . .